# Mihail Mihajlovics Zoscsenko
Zoscsenko, Mihail Mihajlovics (oroszul: Зощенко, Михаил Михайлович; Szentpétervár, 1894. augusztus 9. – Szesztroreck, 1958. július 22.) szovjet-orosz író, forgatókönyvíró, dramaturg, fordító, humorista. Neve régebbi írásmód szerint Mikhail/Michail/Mihael/Mihajl, ill. Soscsenko/Szoscsenko (vagy épp Zoscsenko/Szoscsenkó Mihály, ha nem Sostenko...) alakban is előfordul a korabeli magyar sajtóban.

## Élete
Szentpétervárott született polgári családban, szülei mindkét ágon nemesi felmenőkkel rendelkeztek. Apja Mihali Ivanovics Zoscsenko (1857–1907) festőművész, édesanyja Jelena Oszipova Szurina (1875–1920) férjhezmenetelét megelőzően színésznő volt, illetve elbeszéléseket írt és adott közre.
1913-ban végezte el a gimnáziumot, majd 1 évig Szentpétervárott jogi karra járt, nyáron pedig kaukázusi vasútvonalon dolgozott jegyellenőrként.
1914-ben katonaiskolába került, kadét lett. 1915 elejétől harctéri szolgálatra osztották be, a cári hadsereg tisztjeként végigküzdte az I. világháborút, századosi rangig emelkedett. Többször kitüntették, megsebesült, ill. gáztámadás következtében mérgezést szenvedett, ami szívproblémákhoz vezetett. Többszöri kórházi kezelés után tartalékosi állományba helyezték. 1917 nyarán távírászként, postaszolgálati parancsnokként a hadsereg kötelékében dolgozott Szentpétervárott, ahonnét Arhangelszkbe vezényelték katonai adjutánsként. Az összeomlás után megtagadta a franciaországi emigrációt és 1919 elején önkéntesként a Vörös Hadsereghez csatlakozott, Észak-Oroszországban adjutánsként szolgált. Tavasszal szívrohamot kapott, s ezek után katonai szolgálatra alkalmatlannak nyilvánították.
Visszatért Szentpétervárra, 1920-tól számos munkakörben dolgozott (kétkezieket is beleértve), kereste a helyét. A Vszemirnaja Lityeratura (Világirodalom) kiadó melletti, Kornyej Csukovszkij vezette irodalmi munkaközösséget látogatta. 1922-ben kezdett el publikálni, korai munkásságára meghatározó hatással bírt Alekszandr Blok művészete, s különösen annak Tizenketten c. poémája. A Szerapion Testvérek írói csoportosuláshoz csatlakozott, akik a művészet politikától való függetlenségét hirdették, jelszavak helyett a való élet eseményeinek mozzanatait helyezték előtérbe. Mindezzel a formálódó szovjethatalom hivatalos ideológiájával kerültek ellentétbe.

## Magyarul megjelent művei

### Önálló kötetek
- Teterkin és a többiek; ford. Berényi Imre; ill. Byssz Róbert; Forrás, Bp., 1946
- Verekedni nem szabad; ford. Gellért György, Gyöngyi László, ill. Rogán Miklós; Európa, Bp., 1960
- Táskadáridó. Bohózat; ford. Pethő Miklós, rend. utószó Ardó Mária; NPI, Bp., 1968 (Színjátszók kiskönyvtára)
- Kék könyv, avagy A pénz, szerelem, ármány és kudarc komédiája; ford. Rab Zsuzsa, ill. Gyulai Líviusz; Európa, Bp., 1970
- Peches nap; ford. Apostol András; Lita, Bratislava, 1973
- Fagylalt és kalucsni; ford. Feleky Ingrid, ill. Zsoldos Vera; Móra, Bp., 1979
- Limonádé; ford. Gellért György et al., vál. Nyíri Éva, ill. Molnár Gabriella; Európa, Bp., 1986 (Vidám könyvek)
- Napfelkelte előtt; ford. Bratka László, tan. Buda Béla, utószó, jegyz. N. Goller Ágota; Európa, Bp., 1990

### Gyűjteményes kötetek, évkönyvek, folyóiratok, újságok
- Pelageja; ford. Zoltán Vilmos; in: Új Idők, 1927/2. félév. 401. old.
- Kételkedő Tamás. Orosz humoreszk; ford. Nemes Endre; in: Képes Hét (Prága), 1928/9. sz., 202-203. old.
- Michael Sostenko: Az ismeretlen barát; ford. ismeretlen; in: Uj Előre (New York), 1928. márc. 19., 5. old.
- A bonyodalmas gépezet; ford. ismeretlen; in: Uj Előre (New York), 1928. júl. 25., 5. old.
- Egy borzalmas éjszaka;[2] ford. Szabó Imre; in: Új Kelet (Kolozsvár), 1929. jún. 28.-júl. 4.
- Utikaland; ford. ismeretlen; in: Brassói Lapok, 1929. júl. 21., 8. old.
- A jó, finom külföldi áru; ford. ismeretlen; in: Szövetkezeti Értesítő, 1929. dec. 21., 471. old.
- Művészet; ford. K. Lányi Piroska; in: Magyar Uriasszonyok Lapja, 1930. máj. 20., 4-6. old.
- A magos művészet. Michail Soscsenko groteszkje; ford. ismeretlen; in: Vasárnap. A Magyarság melléklete, 1930. jún. 8., IX. old.
- A rendőrkutya; ford. Vécsey Leó; in: Új Idők, 1933/1. félév, 129. old.
- Sok jó ember elfér egy fürdőkádban; ford. ismeretlen; in: Brassói Lapok, 1932. okt. 10., 4. old.
- A tolvaj; ford. ismeretlen; in: A Pesti Hírlap Nagy Naptára, 1933; 122-124. old.
- M. Sostenko: Lakásínség; ford. ismeretlen; in: A Pesti Hírlap Vasárnapja, 1932. szept. 11., 38. old.
- A magas müvészet; ford. Szakáts László, Kaposvár; in: Magyarság, 1933. aug. 23., 2. old.
- Az okos rendőrkutya; ford. Kormos Jenő; in: Kévekötés (Torda), 1934/jan., 8-9. old.
- Szerencsés útat!; ford. (–y–i); in: Ellenzék (Kolozsvár), 1934. márc. 18., 5. old.
- A kerékpár gondot okoz; ford. (-sz.); in: Vasárnapi Lapok. A Brassói Lapok vasárnapi melléklete, 1935. febr. 24., 9. old.
- A kultura kellemei; ford. -sz.; in: Brassó Lapok, 1935. jan. 20., 10. old.
- Tolvajok / Gyenge csomagolás / Krízis; inː Mai orosz dekameron; szerk. Illyés Gyula, ford. Gellért Hugó; Nyugat, Bp., 1936 (Mai külföldi dekameron)
- Születésnap; ford. ismeretlen; in: Magyar Jövő (Miskolc), 1937. júl. 18., 5. old.
- Nem érdemes lopni; ford. ismeretlen; in: Magyar Jövő, 1940. dec. 25., 11-12. old.
- Zoscsenko humoreszkjeiből / Egy levél és egy írástudatlan asszony története / Négy nap / Mozidráma / Az emberi nyomorúság; ford. Raics István; in: Magyar Nemzet, 1941. máj. 11., 8. old.
- Különös történet; ford. ismeretlen; in: Magyar Nemzet, 1942. márc. 22., 14. old.
- Rabszolgaság; ford. ismeretlen; in: Népszava, 1942. márc. 22., 18. old.
- Fordított világ; ford. K. S.; in: Ellenzék (Kolozsvár), 1943. márc. 12., 4. old.
- Az áldozat; ford. Zathureczky Zs. László; in: Forrás, 1943/júl.-szept., 60-62. old.
- Mihail Zoscsenko három humoreszkje / A szerelem / A fürdő / Az agitátor; ford. Jekaterina Gutkina; in: Magyar Nemzet, 1943. dec. 19., 12. old.
- Mese egy levélről, és az írástudatlan asszonyról; ford. Raics István; in: Új Idők, 1945, 525-526. old.
- A forradalom áldozata; ford. Raics István; in: Képes Világ, 1945/5., 525-526. old.
- Az ötvenéves ember; ford. ismeretlen; in: Szivárvány, 1946. aug. 17., 14. old.
- A papagáj; ford. ismeretlen?; in: Új Magyarország, 1946/26. sz.
- Olimpuszi kaland; ford. (h. f.)???[3] in: Magyar Nemzet, 1946. nov. 24., 5. old.
- Az engedelmes német tüzér. Partizántörténet; ford. Dobó Ferenc; in: Romániai Magyar Szó (Bukarest), 1948. júl. 12., 10. old.
- A cipő; ford. ismeretlen; in: Uj Kelet (Tel-Aviv), 1950. júl. 12., 2. old.
- Attlee, a jólfésült gentleman. A háborús bűnösök arcképcsarnokából; in: Szabad Szó (Temesvár), 1951. febr. 18., 2. old.
- Hulló csillagok (rövidített fordítás); ford. ismeretlen; in: Dunántúli Napló / Tolnai Napló; 1953. szept. 23., 2. old.
- A vámsorompó mögött; ford. Szilágyi András; in: Útunk. Irodalom és Művelődés (Kolozsvár), 1953. okt. 9., 4. old.
- Gyenge csomagolás; ford. ismeretlen; in: Magyar Szó (Noviszád/Újvidék), 1954. aug. 15., 4. old.
- Méhek és emberek; ford. Györgyi László; in: Nagyvilág, 1958/4.
- Méhek és emberek; ford. Radványi Ervin; in: A talpnyaló temetése. Szovjet írók humoros írásai; Európa, Bp., 1959
- Arisztokrata hölgy; ford. Radványi Ervin; in: Mai orosz elbeszélők; vál. Wessely László, utószó Héra Zoltán, jegyz. Nyíri Éva; Európa, Bp., 1960 (Dekameron sorozat)
- A Visszanyert ifjúság című kisregényhez fűzött kommentárokból és cikkekből / Önéletrajz / Magamról, a kritikusokról és a munkámról; ford. ???; in: Én. Szovjet írók önéletrajzai; vál. Gerencsér Zsigmond, bev. Elbert János, jegyz. Maráz László; Gondolat, Bp., 1968
- Arisztokrata hölgy; ford. Radványi Ervin; in: Új Ifjúság (Pozsony), 1969. júl. 22., 9. old.
- A lengyel kisasszony; ford. Sándor László / A kecske; ford. Feleki Ingrid; in: Kegyetlen szerelem. A húszas évek szovjet elbeszélései, 1-2.; vál. Varga Mihály, utószó Elbert János, jegyz. Király Gyula, Varga Mihály; Európa, Bp., 1969
- Érdekes eset vendégségben; ford. Rab Zsuzsa; in: Szöveggyűjtemény a szovjet irodalom című jegyzethez; összeáll. Nagy Sándor; Tankönyvkiadó, Bp., 1973
- A násznép; ford. Rab Zsuzsa; in: Lányok Évkönyve; szerk. Sebes Tibor; Móra, Bp., 1974
- Arisztokrata hölgy; ford. Radványi Ervin; in: A forrófejű Andron. Szovjet-orosz írók elbeszélései. 1920–1940; vál. Elbert János, jegyz. Gerencsér Zsigmond, Nyiri Éva; Európa, Bp., 1975 (A szovjet irodalom könyvtára)
- A telefonbetyár / "Életem legcsúnyább cselekedete"; ford. Makai Imre; in: Szovjet Irodalom, 1976/4.
- Lenin és a kályhásmester; átdolg. Magyari Beck Anna; in: Ünnepsoroló. Versek, dalok, játékok, jó tanácsok ünnepekre óvodásoknak és óvónőknek; összeáll. Granasztói Szilvia, Magyari Beck Anna, utószó Magyari Beck Anna; Móra, Bp., 1979 (Add a kezed!)
- Méhek és emberek; ford. Gyöngyi László; in: A kísértethajó utolsó útja; vál., szerk., bev. Tóbiás Áron; Kozmosz Könyvek, Bp., 1982
- Nyomorúság / Az agitátor / A vőlegény / Szörnyű éjszaka / Sajnálatos eset / A földrengés; ford. Bratka László; vál., utószó Bratka László; in: A négylábú tyúk. Mai szovjet szatírák; Szépirodalmi, Bp., 1984 (Olcsó könyvtár)
- Fagylalt és kalocsni; ford. Feleki Ingrid; in: Göndörű nyírfácska. Orosz versek és mesék gyerekeknek; vál., szerk. Ágai Ágnes; Móra, Bp., 1986 (Világjáró varázscipők)
- Lopás; Békés Pál: Zoscsenkóról; ford. ???; in: Új orosz dekameron. Illyés antológiája után fél évszázaddal; Szovjet Irodalom, 1986/8.; Lapkiadó Vállalat, Bp., 1986
- Kalandos történet; ford. Dobó Katalin; in: Hevesi Szemle, 1987/aug., 36-37. old.
- Nagyvilági történet; ford. Hangay Sándor; in: Nagy tüzek. Szovjet-orosz elbeszélések az 1920-as évekből; vál. Gereben Ágnes; Kossuth, Bp., 1987
- Az ehető tintatartó / Furcsa eset; ford. ???; in: Misa évkönyv 1987/88. Óvodásoknak és kisiskolásoknak; szerk. Bányász Béla; Pallas, Bp., 1987
- A gyönyörű Wiktoria; ford. Sándor László; in: Rajtaütés. Válogatás az orosz és a szovjet-orosz irodalom katonaelbeszéléseiből; vál., szerk., jegyz. Tabák András; Zrínyi, Bp., 1987
- Méhek és emberek / Zoscsenko Méhek és emberek c. novelláját bemutatja Illyés Gyula; ford. Gyöngyi László; in: Tarts Nyugatnak! A világirodalom legszebb novellái magyar írók ajánlásával; Arión, Bp., 2004
- A forradalom áldozata; ford. Gellért György; in: Huszadik századi orosz novellák; összeáll., szerk. M. Nagy Miklós; Noran, Bp., 2006 (Modern dekameron)
- Történet az asszonyról, aki nem engedte meghalni a férjét / Kutyaszimat / A násznép; ford. ???; in: Élet és halál könyve, 1.; szerk. Gyurgyák János; Osiris, Bp., 2010